# Сосновка (Шимановский район)
Сосновка — упразднённое село в Шимановском районе Амурской области России. Исключено из учётных данных в 1974 году.

## География
Село располагалось у жедезнодорожной линии Трассиба, на расстоянии примерно 2 километров (по прямой) к северо-западу от города Шимановск

## История
Село возникло в 1912 году. По данным на 1916 год село Сосновка состояло из 41 дворов (население составляло 95 человек) и входила в состав Гондаттиевской волости 3-го стана Амурского уезда Амурской области.
По данным 1926 года в Сосновка имелось 42 хозяйства (17 крестьянского типа и 25 прочих) и проживало 204 человека (111 мужчин и 93 женщины). В национальном составе населения преобладали украинцы. В административном отношении входило в состав Петрушинского сельсовета Свободненского района Амурского округа Дальневосточного края.
Решением Амурского исполкома от 7 июня 1974 года № 253, село Сосновка исключено из учётных данных как несуществующее.